# كاثرين برادفورد
كاثرين برادفورد (بالإنجليزية: Katherine Bradford)‏ هي رسامة أمريكية، ولدت في 1942.

## وصلات خارجية
- الموقع الرسمي